# Gadong
Gadong é uma mukim da daerah de Brunei e Muara do Brunei. A sua capital é a cidade de mesmo nome. Em julho de 2007 foi dividido em dois (Gadong "A" e Gadong "B").